# Нестеренко Юрій Гаврилович
Юрій Гаврилович Нестеренко (4 травня 1885, Чернігів — ?) — український та білоруський педагог, викладач, директор Глухівського педтехнікуму у 1925–1927 роках.

## Життєпис
Народився 4 травня 1885 у Чернігові.
Його батько після закінчення Охтирських педагогічних курсів 11 років присвятив педагогічній діяльності, а пізніше займався сільським господарством (орендував від 3 до 8–10 десятин землі).

### Навчання
Юрій Нестеренко у віці 9 років вступив до Чернігівської гімназії. У 1904–1905 брав участь у розповсюдженні нелегальної літератури серед громадян. Після закінчення гімназії продовжив навчання в Ніжинському історико-філологічному інституті.
1908 через участь у студентському нелегальному зібранні був відрахований із навчального закладу, але завершив навчання чотири роки потому.

### Викладацька діяльність
Упродовж 1912–1914 обіймав посаду вчителя у Велізькій чоловічій гімназії (м. Веліж, Вітебська губернія, Біларусь).
1 серпня 1914 перевівся до Мозирської чоловічої гімназії в Біларусі, а після її закриття працював учителем та завучем у Мозирській школі ІІ ступеня.

### В Україні
У липні 1919 року через наступ польських військ переїхав до Чернігова.
З 21 серпня 1919 по 16 січня 1920 — інструктор із соціального виховання в унаросвіті (УОНО), а також викладач у школі ІІ ступеня в м. Остер.
Із 16 січня 1920 р. по 1 січня 1921 р. — інспектор шкіл ІІ ступеня при Остерському УОНО.
З 1 січня 1921 р. по 1 серпня 1921 р. — завідувач колегії інструкторів при УОНО.
З 1 серпня 1921 р. по 25 лютого 1923 р. (ліквідація Остерського УОНО) — завідувач соцвосом, заступник завідувача УОНО.
З 1 травня 1923 р. по 1 липня 1924 р. — окружний інспектор соцвосу Новгород-Сіверського округу.
У 1923–1924 рр. — викладач педагогічних курсів у Новгород-Сіверському.
До педагогічної діяльності повернувся наступного 1925, викладав у Новгород-Сіверській семирічній школі.
Упродовж 1925–1928 — завідувач Глухівського педагогічного технікуму.
Одночасно викладав історію педагогіки та дошкільне виховання.
У глухівський період брав участь у роботі літературного об'єднання «Вперед» (член правління), надрукував низку статей на шкільну тематику в бюлетені Окружного ІНО.
1928–1933 — виконувач обов'язків штатного викладача ІІ групи з літератури в Чернігівському інституті народної освіти.
16 вересня 1933 призначений на посаду виконувача обов'язків керівника кафедри української мови та літератури Сумського інституту соціального виховання.
Вільно володів українською, російською мовами; читав та писав латиною, грецькою, німецькою, французькою і польською мовами.